# Partit judicial de Vitigudino

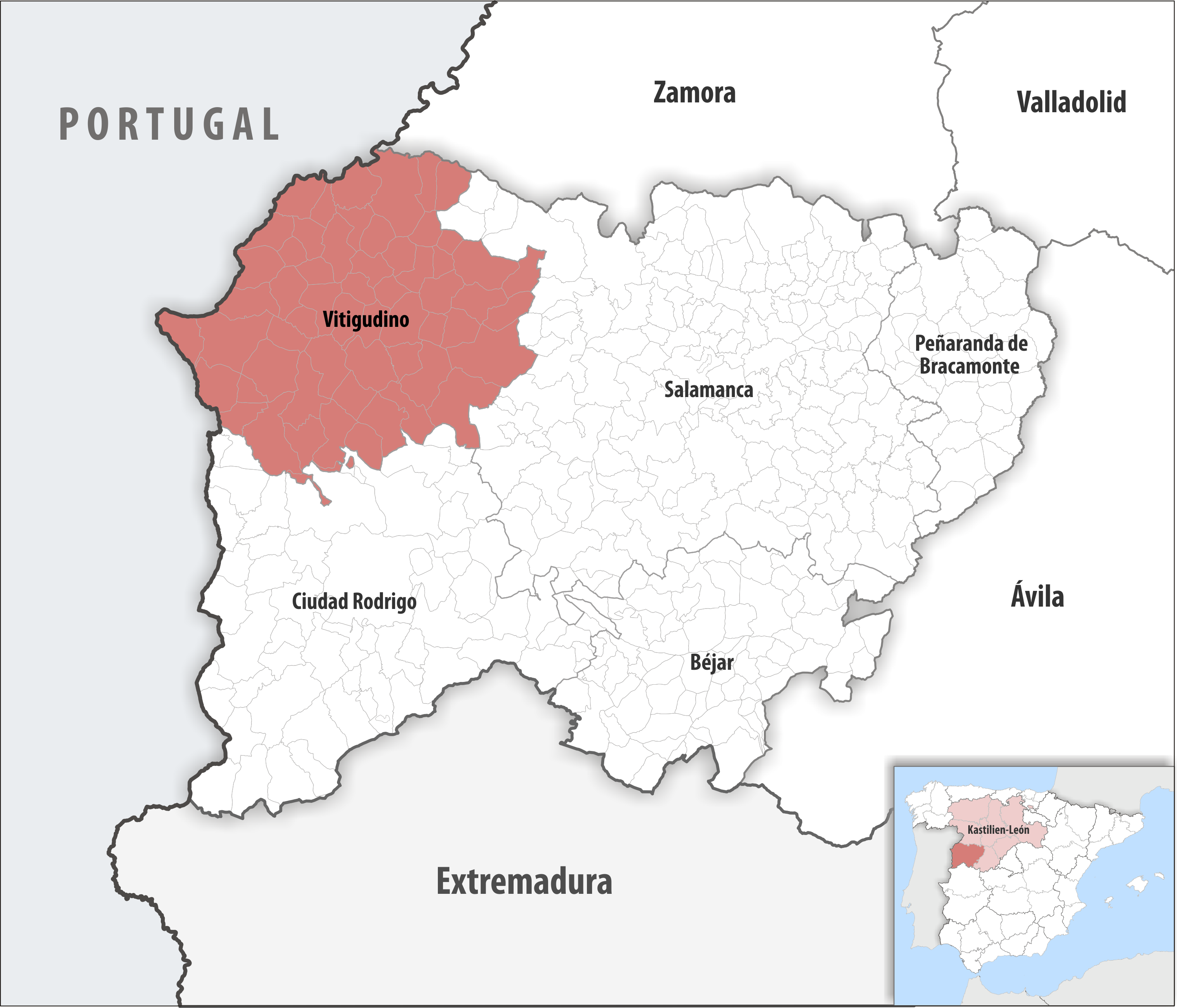
Mapa del partit judicial.

Vitigudino és un partit judicial de la província de Salamanca, que està formada pels municipis de:
| Ahigal de los Aceiteros | Ahigal de Villarino         | Aldeadávila de la Ribera | Almendra                       |
| Bañobárez               | Barceo                      | Barruecopardo            | Bermellar                      |
| Bogajo                  | Brincones                   | Cabeza del Caballo       | Cerezal de Peñahorcada         |
| Cerralbo                | Cipérez                     | El Cubo de Don Sancho    | Encinasola de los Comendadores |
| Espadaña                | La Fregeneda                | Fuenteliante             | Guadramiro                     |
| Hinojosa de Duero       | Iruelos                     | Lumbrales                | Masueco                        |
| Mieza                   | El Milano                   | Moronta                  | Olmedo de Camaces              |
| La Peña                 | Peralejos de Abajo          | Peralejos de Arriba      | Pereña de la Ribera            |
| Pozos de Hinojo         | Puertas                     | La Redonda               | Saldeana                       |
| Sanchón de la Ribera    | San Felices de los Gallegos | Saucelle                 | Sobradillo                     |
| Trabanca                | Tremedal de Tormes          | Valderrodrigo            | Valsalabroso                   |
| La Vídola               | Villar de Peralonso         | Villar de Samaniego      | Villares de Yeltes             |
| Villarino de los Aires  | Villarmuerto                | Villasbuenas             | Villavieja de Yeltes           |
| Vilvestre               | Vitigudino                  | Yecla de Yeltes          | La Zarza de Pumareda           |